# BIOQuébec
BIOQuébec, est une organisation à but non lucratif qui représente les intérêts de l'industrie de la biotechnologie et des sciences de la vie depuis sa fondation en 1991. Elle représente une centaine d’entreprises en biotechnologies et science de la vie.

## Présentation
Avant la crise économique de 2008, l'association comptait environ 250 membres. En 2016, l'association comptait plus de 100 membres actifs.
Aujourd'hui, sa mission est de favoriser la croissance de l’industrie québécoise de la biotechnologie et des sciences de la vie, créatrice de richesses et d’emplois spécialisés, axée sur l’innovation et la commercialisation et dédiée à l’amélioration de la santé et de la qualité de vie de tous.
Ses membres sont issus de tous les maillons de la chaîne de l’innovation de la biotechnologie et des sciences de la vie. Ces organisations sont actives dans la recherche, le développement et la commercialisation de nouveaux tests, médicaments et autres produits et services liés aux sciences de la vie.